# Microsoft QuickC
Microsoft QuickC — интегрированная среда разработки (ИСP, IDE),    для языка программирования C, выпускавшаяся корпорацией Microsoft с 1987 по 1993 год, когда на смену ей пришла среда разработки Visual C++. Продукт позиционировался как конкурент среды разработки Turbo C, выпускавшейся компанией Borland.

## История
Первая версия QuickC 1.0 была выпущена в октябре 1987 года одновременно с более дорогим средством разработки Microsoft C 5.0; Quick C позиционировалась как среда для быстрой разработки небольших программ, в то время как Microsoft C предназначалось для более серьёзного и сложного программного обеспечения. Первая версия среды разработки включала библиотеки для работы с графикой и отладчик, отсутствующий в конкурирующем Turbo C. 
Поддержка возможностей языка соответствовала стандарту ANSI, обеспечивалась также совместимость с Microsoft C 5.0 (отсутствовали поддержка модели памяти huge и полный набор возможностей оптимизации). Была заявлена поддержка адаптера VGA и 43-строчного режима адаптера EGA, а также отладчика CodeView. 
Данная версия была несовместима с некоторыми контроллерами жёстких дисков Western Digital, что могло привести к потере данных; для исправления этой ошибки была выпущена версия QuickC 1.01.
В январе 1989 года была выпущена версия QuickC 2.0. Были предложены следующие новые возможности: инкрементальная компиляция и сборка, увеличенная скорость компиляции, встроенный ассемблер, поддержка всех моделей памяти, улучшенная гипертекстовая справочная система и поддержка разработки для Windows. Обозреватель журнала «InfoWorld» отмечает в числе достоинств данной версии среды совместимость с Microsoft C 5.1, неплохую (хотя и неполную) поддержку стандарта ANSI и качественную систему документации.
В июне 1989 года была выпущена версия 2.01, включавшая Quick Assembler (облегчённую версию MASM 5.1) и совместимая с Microsoft Source Profiler.
Версия 2.50, выпущенная в мае 1990 года, включала поддержку модели памяти tiny для написания небольших COM-программ и поддержку таких расширений языка, как указатели с модификатором «__based» и передача параметров через регистры процессора. Версия 2.51 была выпущена в 1990 году.
В сентябре 1991 года была выпущена версия Quick C for Windows 1.0, которая могла быть использована для разработки программ как под DOS, так и для Windows, и включала интегрированную среду разработки, компилятор, средство разработки графического интерфейса Quick Case:W и библиотеку QuickWin для добавления поддержки Windows к старым DOS-программам. Среда разработки включала в себя редактор исходного текста, отладчик, редактор изображений и диалоговых окон; для разработки программ не требовалось использовать Windows SDK. Данная версия была совместима с Microsoft C 6.0 и была первой предназначенной для Windows средой разработки для языка C. Также был доступен комплект, состоящий из Microsoft C 6.0, Quick C for Windows 1.0 и Windows SDK. Среда разработки использовала недокументированные вызовы функций Windows API.